# Torpa, Kristinehamns kommun
Torpa är en småort i Visnums socken i Kristinehamns kommun.